# Panteó M. Llorens
El Panteó M. Llorens és una tomba eclèctica de Lleida (Segrià) inclosa a l'Inventari del Patrimoni Arquitectònic de Catalunya.

## Descripció
Panteó situat al departament de Sant Anastasi, de planta quadrangular d'uns quatre metres per costat. La porta principal és rectangular i està flanquejada per dues semi columnes per banda, que aguanten uns petits arcs de triomfs d'on arrenca una motllura, amb motius vegetals, amb forma d'arc de mig punt; a l'espai interior d'aquest arc s'obre un petit rosetó. Els murs del panteó estan decorats amb pilastres amb capitells de motius vegetals que aguanten un entaulament clàssic i la part superior queda coronada amb pinacles rematats amb florons i creus. Als murs també s'obren finestres ogivals, les de la façana principal molt estretes i les altres més grans però tapiades. En el fris de l'entaulament hi ha la inscripció "M. Llorens y família".